# Sam Houston House
Pour les articles homonymes, voir Woodland.
La Sam Houston House – ou Woodland – est une maison située à Huntsville, dans le comté de Walker, au Texas, à proximité du lac Oolooteka. Construite en 1847, elle est la résidence de Samuel Houston et son épouse jusqu'en 1859. Un Recorded Texas Historic Landmark depuis 1962, elle est inscrite au Registre national des lieux historiques et est classée National Historic Landmark depuis le 30 mai 1974.